# Academia Internacional de Heráldica
La Academia Internacional de Heráldica (en francés Académie Internationale d'Héraldique) fue fundada en París en 1949 para reunir a expertos en heráldica que representan las distintas áreas del mundo. La admisión es por elección y el número de académicos activos está limitado a 75. No hay límite para el número de miembros asociados. En 2008 la asociación comunicaba que tenía noticia de otra organización con igual nombre y sede en España, bajo la dirección de Alfonso de Ceballos-Escalera y Gila, marqués de la Floresta, que había sido expulsado en 2003 por «un comportamiento incompatible con la cualidad de académico». El mencionado heraldista rechazaba tal existencia y rebatía tales acusaciones en 2009 afirmando, incluso, no haber sido miembro de tal asociación.

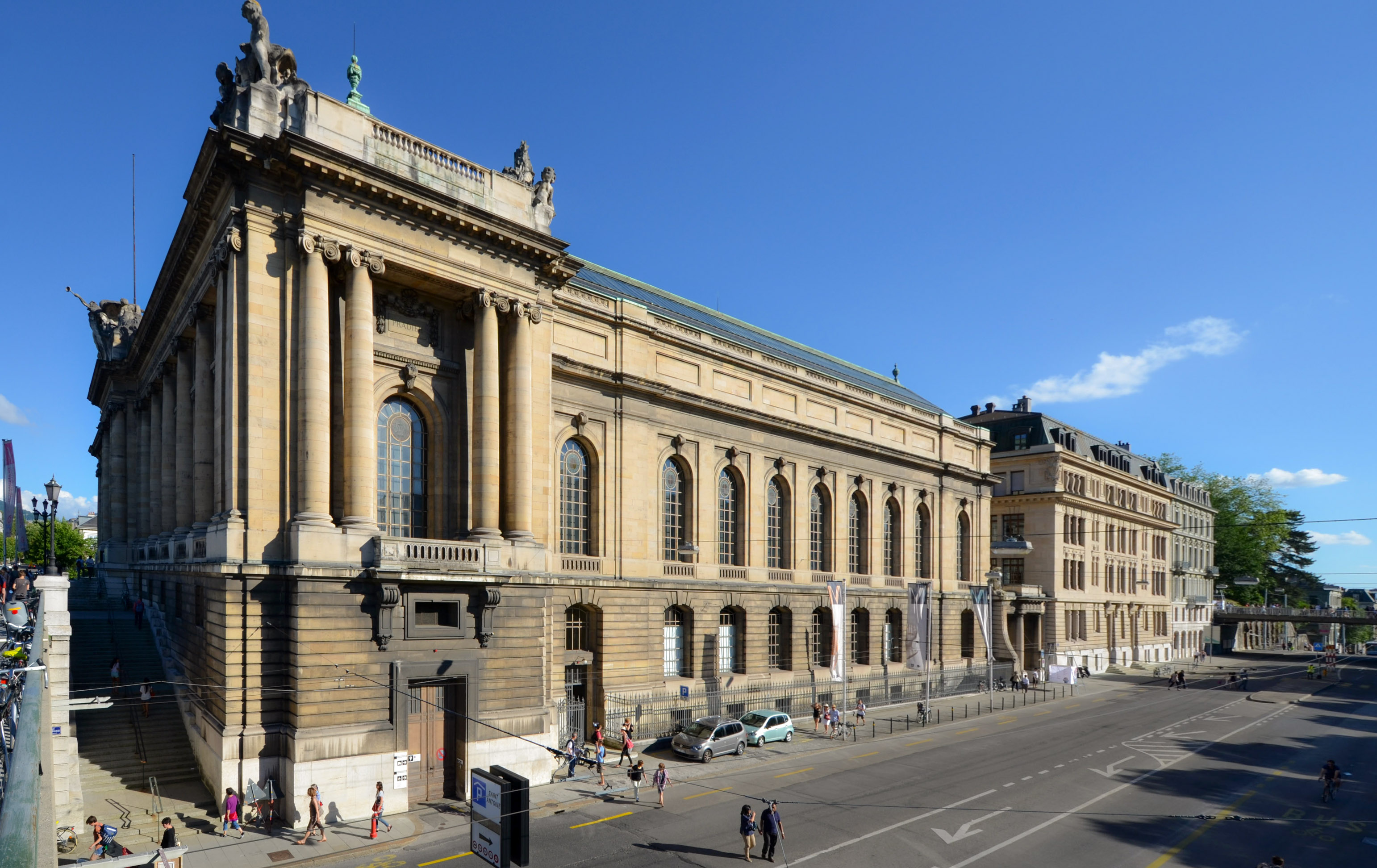
Museo de Arte e Historia de Ginebra, sede de la academia

## Historia
Esta sociedad de expertos es la concreción del proyecto del erudito belga Gaston Stalins (1879-1952) que residía en París y sentía verdadera pasión por la ciencia del blasón.
El 9 de febrero de 1949 se elaboran los primeros estatutos y agrupa en un inicio a siete personas: Paul Adam-Éven, Charles Ariès, Thierry de Limburg Stirum, Jacques Meurgey de Tupigny, Eugène Olivier, Louis Wirion y el mismo Gaston Stalins como presidente.
El objeto de esta asociación nacida bajo la legislación francesa de 1901 estaba entonces limitada a centralizar los estudios heráldicos de Francia y del extranjero así como a su difusión.
Cuando en 1964 fallece su segundo presidente, Paul Adam-Éven (1902-1964), su sucesor, Léon Jéquier (1905-1996) promueve una profunda reforma de los estatutos y, con el apoyo de Szabolcs de Vajay, como vicepresidente, y de Hervé Pinoteau, como secretario general, la transforma en una asociación internacional bajo la legislación suiza, siendo aprobados los nuevos estatutos en la asamblea general del 8 de noviembre de 1965.
A los siete socios fundadores se les van uniendo figuras destacadas de todos el mundo del blasonamiento como Bruno Bernhard Heim, Donald Lindsay Galbreath, Ottfried Neubecker, Faustino Menéndez-Pidal de Navascués, Martín de Riquer, etc. De un máximo de 40 académicos como primer límite marcado se pasó en 1952 a 50, en 1965 hasta 60 y, finalmente, en 1980 se establece en los 75 actuales. Además de los miembros académicos también se pueden incluir miembros asociados sin límite de cupo.

## Publicaciones
Una de sus primeras acciones se enfoca en la cuarta reedición del Armorial général de Johannes B. Rietstap en 1950. Tras ello, en 1952, se publica el Vocabulaire-atlas héraldique en seis idioma: francés, inglés, alemán, español, italiano y neerlandés. En esta línea también colaboró durante varios años en la redacción del boletín internacional Archivum heraldicum de la Société Suisse d’Héraldique, donde aparecen los "Jalons pour l_étude de l_héraldique" ("Hitos para el estudio de la heráldica") en diferentes países.
En 1977, patrocinó una reedición del Manuel du blason de Donald L. Galbreath, revisado y completado por Léon Jéquier, así como su versión alemana, Lehrbuch der Heraldik de Ottfried Neubecker. Desde entonces, los resultados de ciertos trabajos importantes escritos por académicos se han publicado en los Cahiers d'héraldique del Centro Nacional para la Investigación Científica de París.

## Congresos y conferencias
En 1970, la Academia participó en la creación de la Confederación Internacional de Genealogía y Heráldica. En 1981, sus representantes formaban parte de la Oficina Permanente de Congresos Internacionales de Ciencias Genealógicas y Heráldicas, ya que organizaba conferencias internacionales de heráldica desde 1978. Actualmente se han celebrado quince: la primera en Suiza, 3 en Francia, 2 en Italia, 2 en Bélgica, y Alemania, 1 en Inglaterra, Austria, España, Países Bajos, Polonia y Rusia habiéndose publicado la mayoría de los trabajos con estas reuniones.

## Descripción de la organización
La asamblea general se reúne habitualmente una vez al año y la sede está en el Museo de Arte e Historia de Ginebra (Suiza). 
El objetivo de la Academia es centralizar los estudios heráldicos sobre la base de la mayor cooperación internacional posible. 
Las solicitudes de admisión se dirigen por escrito a la academia y deben contar con el patrocinio de los miembros del Consejo. 
Cada dos años, la Academia organiza el Coloquio Heráldico Internacional. Se han celebrado coloquios recientes en Copenhague (2017) y Amberes (2019).
La presidenta actual (desde 2022) es Elizabeth Roads (Reino Unido) y Peter Kurrild-Klitgaard es secretario general.

## Miembros destacados de L'Académie
- Paul Adam-Éven
- Luigi Borgia (nacido en Roma en 1941 y fallecido en Arezzo en 2023, ex director del Archivo de Estado de Arezzo y profesor de heráldica en la Escuela de Archivística y Paleografía del Archivo de Estado de Florencia)
- Claire Boudreau
- D'Arcy Boulton
- Cecil Humphery-Smith
- Michel Pastoureau
- Hervé Pinoteau (exvicepresidente de la Académie Internationale d'Héraldique e historiador).
- Elizabeth Roads
- Gerard Slevin
- Hallvard Traetteberg
- Auguste Vachon
- Robert Watt